# Константинос Цацос
Константинос Цацос (на гръцки: Κωνσταντίνος Τσάτσος) е гръцки политик, президент на Гърция.

## Биография
Роден през 1899 г. в Атина, умира там през 1987 г. Женен за Йоана Сефериаду, има две дъщери. Писател, поет и преводач.
Завършва (1921) право в Атинския университет. Завършва следдипломна квалификация по право и философия на правото в Хайделберг.
В периода 1922 – 1929 г. работи в гръцкото представителство в Париж, Франция. През 1929 г. става доктор по право, а през 1932 г. професор в Атинския университет. Интерниран на остров Скирос по време на диктатурата на Йоанис Метаксас.
През 1941 г. е уволнен от университета и избягва в Близкия изток. Завръща се през 1945 г., след освобождението на страната, и отново се заема с преподавателска работа.
През 1945 г. е назначен за министър на вътрешните работи в правителството на Петрос Вулгарис и за министър по печата в последвалото правителство на Панайотис Канелопулос. Напуска преподавателската работа през 1946 г. и започва политическата си дейност като член на Либералната партия. Два пъти е министър на координацията в правителствата на Темистоклис Софулис (1949) и на Софоклис Венизелос (1951).
През 1956 г. се включва в новоучредената партия Национален радикален съюз на Константинос Г. Караманлис. Оттогава е избиран за депутат на всички парламентарни избори. Бил е държавен министър и министър на социалните грижи в правителството на К. Караманлис (1961, 1963); министър на правосъдието в правителството на Канелопулос (1967).
След възстановяването на демокрацията (1974) е министър на културата в правителството на националното единство. През същата година е избран за депутат от Нова демокрация.
На 20 юни 1975 г. Константинос Цацос е избран за президент на Гърция. На президентския пост остава до края на мандата си – май 1980 г.
През 1961 г. е избран за постоянен член на Гръцката академия на науките. Бил е неин заместник-председател и председател. През 1979 г. е избран за член-кореспондент на Френската академия на науките и почетен доктор на Сорбоната. К. Цацос е член-кореспондент на Академията на науките на Мароко и на Румъния (1980) и на Европейската академия за наука, изкуство и литература (1981). Публикувал е голям брой статии, монографии, научни публикации и трудове в областта на правото и философията. Издал е 2 тома стихове и театрални новели под псевдонима Ивос Делфос.